# Polypodium nervopilosum
Polypodium nervopilosum là một loài thực vật có mạch trong họ Polypodiaceae. Loài này được K.H. Shing miêu tả khoa học đầu tiên năm 1993.